# ブランダン・ライト
ブランダン・キース・ライト（Brandan Keith Wright、1987年10月5日 - ）はアメリカ合衆国テネシー州ナッシュビル出身の元バスケットボール選手。ポジションはパワーフォワード。206cm、95kg。

## 経歴

### 学生時代
大学は名門ノースカロライナ大学に進学。1年生ながら平均14.7得点6.2リバウンド1.76ブロックFG成功率64.6％を記録し、大学が所属するアトランティック・コースト・カンファレンス(ACC)のMVPや同カンファンレンスの新人賞を受賞した。他にもオールACCセカンドチームに選ばれるなど早くから注目を浴びた。1年生終了後、ドラフトにアーリーエントリーした。

### NBAキャリア
2007年のNBAドラフトでシャーロット・ボブキャッツから1巡目8位指名されたが、ドラフト当日にジェイソン・リチャードソンとのトレードでゴールデンステート・ウォリアーズに入団となった。当時、ウォリアーズのエースプレイヤーであったリチャードソンをトレードに出してまで獲得したライトを周囲は大きく期待した。
ルーキーシーズンは選手層が厚くテスト起用が多かった。2年目の2008-09シーズンも怪我の影響で出場数は前シーズンと変わらず、2009-10シーズンは右肩の手術のために全休。2010-11シーズンも怪我に苦しみ、シーズン途中にニュージャージー・ネッツに放出された。
2011年12月9日、ダラス・マーベリックスと契約。主にダーク・ノヴィツキーなどの控えを務めた。
しかし、契約最終年となった2014-15シーズンは、まず12月18日にボストン・セルティックスに放出され、更に2015年1月9日にはフェニックス・サンズに放出された。
2015年7月1日、メンフィス・グリズリーズと3年1800万ドルの契約で移籍した。2018年2月10日グリズリーズからウェイブされた。
2018年2月12日、ヒューストン・ロケッツと契約した。2018年3月23日、ロケッツから解雇された。